# Mahabali Shera
Amanpreet Singh Randhawa (nacido el 17 de octubre de 1990) es un luchador profesional indio, actualmente firmado con Impact Wrestling bajo el nombre de Mahabali Shera o simplemente Shera, donde es miembro de The Desi Hit Squad. También tuvo una breve temporada bajo contrato con WWE en 2018.

## Carrera profesional de lucha libre

### Total Nonstop Action Wrestling / Impact Wrestling (2011, 2014–2017)
En diciembre de 2011, Mahabali Veera participó en el proyecto India de Total Nonstop Action Wrestling, Ring Ka King. Veera compitió en el torneo RKK World Heavyweight Championship para coronar al campeón inaugural. Derrotó al Dr. Nicholas Dinsmore en los cuartos de final del torneo antes de ser derrotado por Scott Steiner en las semifinales. Durante la última semana de grabaciones, el 21 de abril de 2012, Veera derrotó a Sir Brutus Magnus para convertirse en el campeón mundial de peso pesado RKK.
El 22 de septiembre de 2014, se anunció que debutaría en las siguientes semanas. El 12 de noviembre, episodio de Impact Wrestling, Manik intentó presentarle al líder del stable de The Revolution, James Storm, antes de que Storm exigiera que Manik enviara a Shera. El 7 de enero de 2015, su nombre de anillo cambió a Khoya, uniéndose oficialmente a The Revolution. El 23 de enero episodio de Impact Wrestling, Khoya hizo su debut en el ring, derrotando a Tigre Uno. El 10 de abril, Khoya derrotó a Manik y Abyss en un partido de 3 vías para unirse a James Storm en un partido clasificatorio para participar en el 4-WayTag Team Ultimate X Match para el TNA World Tag Team Championship vacante en un esfuerzo perdedor. En el episodio del 26 de junio de Impact Wrestling, Khoya se puso de bruces después de ser golpeado e insultado repetidamente por James Storm, y entró en una pelea con Storm. En el episodio del 5 de agosto de Impact Wrestling , se enfrentó a Storm, lo golpeó con un spoutbuster y cambió oficialmente su nombre a Mahabali Shera. El 30 de septiembre episodio de Impact Wrestling, Shera derrotó a Storm el 30 de septiembre episodio de Impact Wrestling, también en un combate sin descalificación, poniendo fin a su enemistad.
El 4 de octubre, en Bound For Glory, Shera compitió en un combate Bound for Gold de 12 hombres, pero fue eliminada por Tyrus que ganó el partido. Luego ingresó en la Serie de TNA World Title como miembro del Comodín grupal junto con Crazzy Steve, Kenny King y Aiden O'Shea para el TNA World Heavyweight Championship vacante. Terminó primero de su bloque cuando salió victorioso al recibir nueve puntos, avanzando así a la ronda de 16 donde derrotó a Eli Drake en el partido de la primera ronda. En el episodio del 9 de diciembre de Impact Wrestling, Shera perdió con Lashleyen los cuartos de final, no avanzar en la ronda de cuatro y ser eliminado. En el episodio del 16 de febrero de 2016 de Impact Wrestling, Shera formó un nuevo equipo de etiqueta Grado. En el episodio del 29 de marzo de Impact Wrestling, Al Snow lo sacó, quien atacó a Grado y le rompió el brazo. El 12 de abril, episodio de Impact Wrestling, Shera y Snow tuvieron una dura conversación en la que Snow se disculpó con Shera y le estrechó la mano. Sin embargo, después de que Shera saliera del ring, Snow asaltó a Shera por detrás y lo dejó tendido cerca de los escalones de acero. Una semana después, Shera perdió con Snow después de recibir un nudillo en la cabeza. En su revancha contra Snow el 10 de mayo episodio de Impact Wrestling, Grado regresó y distrajo a Snow, permitiendo que Shera ganara.
En mayo de 2017, Shera se involucró en una historia entre Braxton Sutter y Kongo Kong. Salvó a Sutter y Allie de Kong, KM, Sienna y Laurel Van Ness en el episodio del 18 de mayo de Impact Wrestling. El 15 de junio episodio de Impact Wrestling, Shera ganó un combate de guante para el primer Trofeo Invitational Sony SIX, eliminando por última vez KM. En Slammiversary el 2 de julio, Shera se unió a Sutter y Allie para derrotar a KM, Kong y Van Ness en un combate por equipos de seis personas. Su último partido fue el 11 de noviembre episodio de Xplosion, donde derrotó Caleb Konley. El 13 de noviembre de 2017, su perfil fue eliminado oficialmente del sitio web de Impact Wrestling, confirmando su salida de la compañía. Según Pro Wrestling Insider, Randhawa había dejado la compañía en silencio unos dos meses antes.

### WWE NXT (2018–2019)
Randhawa firmó un contrato con WWE el 14 de febrero de 2018, y posteriormente informó al WWE Performance Center, debutando con una victoria sobre Dan Matha en el Pabellón de la Reserva en Ocala , Florida, el 1 de marzo de 2018. Regresó a los shows de NXT en la primavera de 2019 como talento de mejora, sin embargo, en abril, una vez más dejó la WWE. 

### Regreso a Impact Wrestling (2019–presente)
El 21 de abril de 2019, se anunció que Randhawa había vuelto a firmar con Impact Wrestling luego de su liberación de WWE.
Shera regresaría durante las grabaciones de Impact en México al final de un combate entre los miembros de Desi Hit Squad Rohit Raju y Raj Singh y Big Mami y Niño Hamburguesa, destruyendo a los Deaners y afirmando su lealtad a Gama Singh y al Desi Hit Squad, girando el talón de nuevo. 
Después de una larga pausa, Shera regresó a la televisión Impact cuando ayudó al excompañero estable de Desi Hit Squad, Rohit Raju, en una paliza al rival de Raju y campeón de la División X de Impact, TJP . El 17 de julio de 2021, Shera se asoció con Madman Fulton en Slammiversary en un esfuerzo fallido contra FinJuice.
El 23 de septiembre de 2021, se informó que Mahabali Shera estaría fuera de acción luego de, según los informes, lidiar con una lesión desconocida.

#### Ohio Valley Wrestling (2019-presente)
El 22 de octubre de 2019, Shera hizo su debut en Ohio Valley Wrestling, donde fue derrotado por Drew Hernandez en un dark match.[18] El 10 de diciembre de 2019, en OVW Christmas Choas, Shera se asoció con Jax Dane, Dimes y Corey Storm en una pelea por equipos de ocho hombres en jaula de acero contra The Legacy Of Brutality (Big Zo, Cash Flo, Hy-Zaya y Jay Bradley) en un esfuerzo perdido. El 6 de enero de 2020, en el primer episodio de OVW Overdrive, Shera se enfrentó a Jay Bradley en un esfuerzo fallido.
El 9 de enero de 2021, Shera volvió a competir en el Nightmare Rumble de 2021 por el Campeonato Peso Pesado de la OVW, que ganó Omar Amir. 
El 15 de enero de 2022, Shera regresó de una lesión para competir en Nightmare Rumble por la oportunidad de ganar un combate por el Campeonato Peso Pesado de la OVW. El 5 de marzo, Shera derrotó a Jessie Godderz en OVW March Mayhem para convertirse en el nuevo campeona nacional de peso pesado de OVW.

## Vida personal
Randhawa es un gran admirador de Bollywood y Amitabh Bachchan es su actor favorito de la industria. Pertenece a la comunidad Jat.

## Campeonatos y logros
- Ohio Valley Wrestling
  - OVW Heavyweight Championship (1 vez)[1]
  - OVW National Heavyweight Championship (2 veces)[2]
- Pro Wrestling All-Stars of Detroit
  - PWAS Heavyweight Championship (1 vez)[3]

- Ring Ka King
  - RKK World Heavyweight Championship (1 vez)[4]

- Slam Wrestling
  - Slam Wrestling Heavyweight Championship (1 vez)[5]

- Total Nonstop Action Wrestling / Impact Wrestling
  - Global Impact Tournament (2015) – con Team International (Sonjay Dutt, Bram, Drew Galloway, The Great Muta, The Great Sanada, Magnus, Rockstar Spud, Tigre Uno, y Angelina Love)
  - Sony SIX Invitational Trophy (2017)[6]

- Pro Wrestling Illustrated
  - PWI lo ubicó en el puesto #138 de los 500 mejores luchadores individuales en el PWI 500 en 2012[7]